# Normizacija
Normizacija je djelatnost uspostavljanja odredba za opću i opetovanu uporabu koje se odnose na postojeće ili moguće probleme radi postizanja najboljeg stupnja uređenosti u danome kontekstu. Ta se djelatnost u prvome redu sastoji od oblikovanja, izdavanja i primjene norma. Važne su koristi od normizacije poboljšavanje prikladnosti proizvoda, procesa i usluga za njihove predviđene svrhe, otklanjanje zapreka u trgovini te olakšavanje tehničke suradnje.

## Ciljevi normizacije
Opći ciljevi normizacije proizlaze iz definicije normizacije. Ciljevi su normizacije osiguranje prikladnosti kojega proizvoda, procesa ili usluge da u određenim uvjetima služi svojoj namjeni, ograničivanje raznolikosti izborom optimalnoga broja tipova ili veličina, osiguravanje spojivosti različitih proizvoda, zaštita zdravlja, sigurnost, zaštita okoliša itd.

## Načela normizacije
1. Konsenzus
Osnovno načelo normizacije je konsenzus.
konsenzus - opće slaganje koje se odlikuje odsutnošću čvrstoga protivljenja bitnim sadržajima znatnoga dijela interesnih skupina i procesom u kojem se nastoje uzeti u obzir gledišta svih zainteresiranih strana te uskladiti oprečna stajališta
Napomena: Konsenzus nužno ne znači jednoglasnost.
2. Uključivanje svih zainteresiranih strana
Demokratski postupak pripreme norma pretpostavlja uključivanje svih zainteresiranih strana koje imaju pravo sudjelovati i dati svoj doprinos izradbi norme kako bi je dragovoljno primijenili.
3. Javnost rada
Postupak pripreme norma mora biti dostupan javnosti od svojega početka i u svim fazama. O početku pripreme koje norme, o tijelu koje je priprema, o dokumentu koji služi kao osnova za njezinu pripremu i o fazama pripreme (rasprava o nacrtu norme, izdavanje norme) javnost mora biti obaviještena na odgovarajući način.
4. Stupanj razvoja tehnike
Norma definira “stanje tehnike” – stupanj razvoja tehnike u danome vremenu utemeljen na provjerenim znanstvenim, tehničkim i iskustvenim spoznajama.
5. Koherentnost zbirke norma
Zbirka norma mora biti koherentna, norme ne mogu biti proturječne (donošenjem nove norme za koji predmet stara se norma povlači).

## Vanjske poveznice
- HZN